# Storchenfärbe

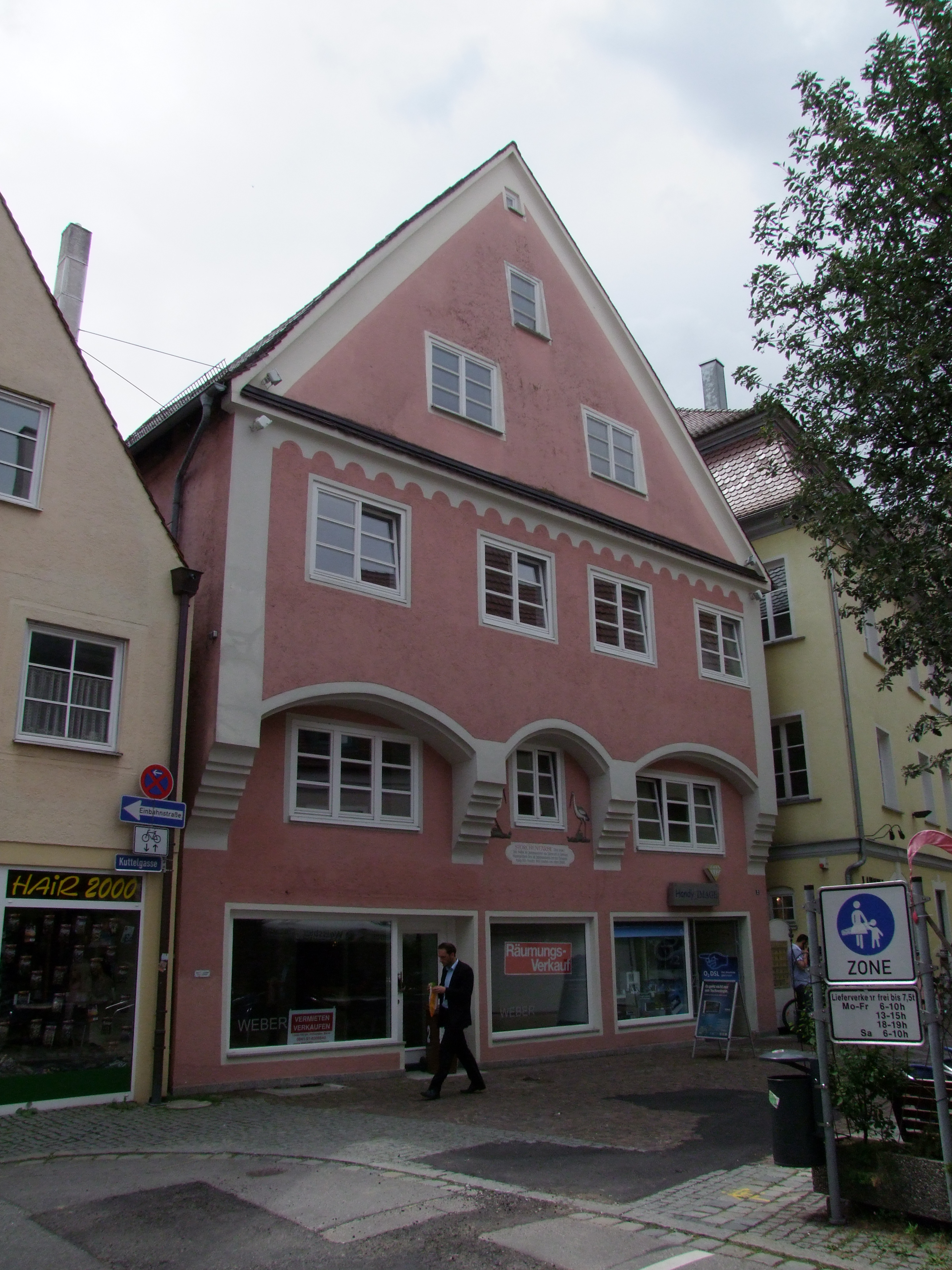
Die Storchenfärbe (2011)

Die Storchenfärbe ist ein unter Denkmalschutz stehendes Haus im oberschwäbischen Memmingen in Bayern. Es besitzt die Baudenkmalnummer D-7-64-000-135, die Anschrift lautet Kuttelgasse 2.
Das Haus wurde im 15. Jahrhundert erbaut. Durch dendrochronologische Untersuchungen reichen die Spuren bis in das Jahr 1432 zurück. Das dreigeschossige Giebelhaus besitzt drei Achsen. Das zweite Obergeschoss ist über Stichbögen auf kräftig profilierten, allerdings erneuerten Konsolen vorkragend. Von 1680 bis Mitte des 19. Jahrhunderts wurde in dem Haus eine Färberei betrieben. Des Weiteren betrieb der damalige Besitzer Ulrich Benedikt Melzer ab 1799 im Haus eine kleine Kattundruckerei, welche bis etwa 1830 bestand. Heute ist es als Wohn- und Geschäftshaus genutzt.